# K2-406
K2-406 — тройная звезда в созвездии Весов на расстоянии приблизительно 277 световых лет (около 85 парсек) от Солнца. Видимая звёздная величина звезды — +9,46m. Возраст звезды оценивается как около 5,33 млрд лет.
Вокруг звезды обращается, как минимум, одна планета.

## Характеристики
Первый компонент — жёлтый карлик спектрального класса G3V, или G4V, или G5. Масса — около 0,96 солнечной, радиус — около 0,97 солнечного, светимость — около 0,884 солнечных. Эффективная температура — около 5842 К.
Второй компонент — красный карлик спектрального класса M. Удалён на 19,263 а.е..
Третий компонент — красный карлик спектрального класса M. Удалён на 19,724 а.е.

## Планетная система
В 2022 году командой астрономов, работающих с фотометрическими данными в рамках проекта Kepler K2, было объявлено об открытии планеты K2-406 b.